# Summer Sonic
A Summer Sonic (サマーソニック) egy két- vagy háromnapos rockfesztivál, amit 2000 óta Oszakában és Csibában (2000-ben Jamanasiban) rendeznek meg.

## Fellépők

### 2000
| Augusztus 5. (Jamanasi)/augusztus 6. (Oszaka)                                                                                 | Augusztus 6. (Jamanasi)/augusztus 5. (Oszaka)                                                                      |
| --- | --- |
| Stage 1 | |
| - Muse - Reef - The Mad Capsule Markets - 311 - Arrested Development - Dragon Ash - James Brown - Jon Spencer Blues Explosion | - SBK - At the Drive-In - The Living End - Snail Ramp - Triceratops - Mansun - Weezer - Ben Folds Five - Green Day |
| Stage 2 | |
| - G-Shock Winner - Sigur Rós - Coldplay - Supercar - Eastern Youth - Grandaddy - Eels - The Flaming Lips                      | - Glow - Snug - Quruli - Tahiti 80 - Ween - The Bluetones - Teenage Fanclub                                        |

### 2001
| Augusztus 18. (Csiba)/augusztus 19. (Oszaka)                                                                                | Augusztus 19. (Csiba)/augusztus 18. (Oszaka) |
| --- | --- |
| Stage 1 | |
| - King Adora - MxPx - Rize - The Living End - Incubus - Cibo Matto - Rancid - Primal Scream - Beck                          | - Skrape - Szo Thedzsi - Reel Big Fish - The Mad Capsule Markets - The Cult - Ocean Colour Scene - Zebrahead - Slipknot - Marilyn Manson                         |
| Stage 2 | |
| - The Moldy Peaches - Gloss - Soulwax - Russell Simins - Jet Black Crayon - Love Psychedelico - Bilal - Matthew Sweet - Air | - The Strokes (elmaradt) - Cosmic Rough Riders - ...And You Will Know Us by the Trail of Dead - My Vitriol - Elbow - Shea Seger - Eels - Mercury Rev - Tahiti 80 |

### 2002
| Augusztus 17. (Csiba)/augusztus 18. (Oszaka) | Augusztus 18. (Csiba)/augusztus 17. (Oszaka) |
| --- | --- |
| Outdoor Stage | |
| - Quarashi - Murderdolls - Hoobastank - Andrew W.K. - The Hives - Mongol800 - Weezer - Guns N’ Roses | - Pleymo - A - Raging Speedhorn - Disturbed - The Wildhearts - No Doubt - Nofx - The Offspring                                                                                              |
| Indoor Stage | |
| - The Skylarks - Vex Red - Relish - Soft Ballet - Haven - Hanoi Rocks - The Flaming Lips (csak Csibában) - Suede                                                                                        | - Millionaire - múm - The Reindeer Section - The Avalanches - The Streets - Siouxsie and the Banshees - Morrissey                                                                           |
| New Stage (Csiba)/Factory Stage (Oszaka) | |
| - HY - Cult of Personality (csak Csibában) - Manami 25 - Wrench (csak Csibában) - The Icarus Line - Cave In - Fake? - B-Dash (csak Oszakában) - Dragon Ash (csak Oszakában) - GaGaGaSP (csak Oszakában) | - Aya (csak Csibában) - Nananine (csak Csibában) - Ska Ska Club - Shaka Labbits Love 175R - Hitomitoi (csak Oszakában) - Rise from the Dead - The Libertines - Ozma - Rival Schools - Puffy |

### 2003
| Augusztus 2. (Csiba)/augusztus 3. (Oszaka) | Augusztus 3. (Csiba)/augusztus 2. (Oszaka) |
| --- | --- |
| Outdoor Stage | |
| - Blur - Jon Spencer Blues Explosion - Blink-182 - New Found Glory - Cheap Trick - Tokyo Ska Paradise Orchestra - The High-Lows - The Datsuns - Razorlight | - Radiohead - The Strokes - Stereophonics - Good Charlotte - Blondie - The Living End - HY - The Polyphonic Spree |
| Indoor Stage | |
| - Travis - Puddle of Mudd - Starsailor - Mew - Kings of Leon - The Greenhornes - The Kills - Original Love (csak Oszakában) | - The Doors - Buck-Tick - Mando Diao - The Rapture - The Mars Volta - Rooney - Interpol |
| Sonic Stage | |
| - Devo - Zebrahead - Hot Hot Heat - The Star Spangles - Air - Orange Range - Thmlues (csak Oszakában) - DMBQ (csak Oszakában) - InMe - Heesey with Dudes (csak Oszakában) - My Morning Jacket (csak Oszakában) - GO!GO!7188 (csak Csibában) - Kick the Can Crew (csak Csibában) - Polysics (csak Csibában) | - Sum 41 - The Army of Freshmen - Sugarcult - Alkaline Trio - The Rocket Summer - Syrup 16g (csak Oszakában) - Baby Soul (csak Oszakában) - Soul’d Out - Asian Kung-Fu Generation - Hermann H. & The Pacemakers (csak Oszakában) - AFI - YKZ - Jet-ki (csak Csibában) - Sons of All Pussys (csak Csibában) - Elephant Kashimashi (csak Oszakában) |

### 2004
| Augusztus 7. (Csiba)/augusztus 8. (Oszaka) | Augusztus 8. (Csiba)/augusztus 7. (Oszaka)                                                                                          |
| --- | --- |
| Marine Stage | |
| - Green Day - Avril Lavigne - Sum 41 - Inaba Kósi - The Darkness (tölrölve) - The Wildhearts - Pennywise - Kisidan - The All-American Rejects      | - Beastie Boys - The Mad Capsule Markets - Nas - N.E.R.D - Lostprophets - Jurassic 5 - Borialis - Rhymester                         |
| Mountain Stage | |
| - Mando Diao - Fountains of Wayne - Damned - Jude - Razorlight - Hope of the States - Blackmail - The Cribs                                        | - The Music - The Hives - Phantom Planet - The Ordinary Boys - 10-Feet - The Veils - Whyte Seeds - Smorgas                          |
| Sonic Stage | |
| - MC5/d.k.t. - Lee „Scratch” Perry & Mad Professor - Lordz of Brooklyn - Peaches - Bloc Party - The Dead 60s - Beat Crusaders - Erskin - Oceanlane | - Sketch Show - Scha Dara Parr - Junior Senior - Boom Boom Satellites - The Faint - Secret Machines - Kasabian - Ima Robot - Sports |
| Rock Stage | |
| - TMG - Brides of Distruction - The Go-Go’s - Tommy Heavenly6 - Orange Range - Silvertide - Dirty Americans - Negative - THC!!                     | - Zebrahead - Hoobastank - Midtown - Amen - My Chemical Romance - Living Things - The Bronx - Locofrank - Choke Sleeper             |
| Beach Stage | |
| - Clammbon - Scoobie Do - Óhata Júicsi - Black Bottom Brass Band                                                                                   | - Szokabe Keiicsi - Noa Noa - Caravan - Saigenji                                                                                    |

### 2005
| Augusztus 13. (Csiba)/augusztus 14. (Oszaka) | Augusztus 14. (Csiba)/augusztus 13. (Oszaka) |
| --- | --- |
| Marine Stage (Csiba)/Open Air Stage (Oszaka) | |
| - Nine Inch Nails - Slipknot - Deep Purple - The Mad Capsule Markets - Buckcherry - Orange Range - Rooster - Towers of London | - Oasis - Weezer - Kasabian - Asian Kung-Fu Generation - The Ordinary Boys - Yellowcard - Rip Slyme - The Others |
| Mountain Stage | |
| - Duran Duran - Echo & the Bunnymen - Denki Groove×Scha Dara Parr - Interpol - TV on the Radio - The Departure - Louis XIV - The Subways - Poscoizm (csak Oszakában)                                                               | - The Black Crowes - Public Enemy - Beat Crusaders (csak Csibában) - Minmi (csak Oszakában) - HIM - InMe - No Warning - Bullet for My Valentine - Fightstar - Home Made kazoku (csak Oszakában) - Rammstein (elmaradt)                               |
| Sonic Stage | |
| - Ian Brown - The Tears - Mew - Arcade Fire - Boy - Hal - The Little Flames - Straightener - Uverworld (csak Oszakában) | - The La’s - Teenage Fanclub - Bloc Party - Roddy Frame - Death Cab for Cutie - Little Barrie - Caesars - Be Your Own Pet - High and Mighty Color (csak Oszakában)                                                                                   |
| Urban Stage (Csiba)/Rock Stage (Oszaka) | |
| - Q-Tip - The Roots - Flipsyde - M.I.A. - Fire Ball with Jungle Roots Band - Ai - Rhymester (csak Csibában) - Bennie K (csak Oszakában) - Rize - Soul’d Out (csak Oszakában) - THC!! (csak Oszakában)                              | - Me First and the Gimme Gimmes - The Special Beat - Ellegarden - Puffy AmiYumi - Kimura Kaela - Eighteen Visions - Alexisonfire - Billy Talent - Salyu (csak Oszakában) - Great Adventure (csak Oszakában)                                          |
| Beach Stage (Csiba)/Aqua Stage (Oszaka) | |
| - Slightly Stoopid - Def Tech - Money Mark (csak Csibában) - Blue-Eyed Son - Steph Pockets (csak Csibában) - Air (csak Oszakában) - Keison & Caravan (csak Csibában) - Magnolia (csak Csibában) - Full of Harmony (csak Oszakában) | - Tommy Guerrero - Citizen Cope - The Miceteeth (csak Csibában) - Orange Pekoe (csak Csibában) - Sakerock (csak Csibában) - Shuubi (csak Oszakában) - Tuff Session (csak Csibában) - Wrecking Crew Orchestra (csak Oszakában) - TRA (csak Oszakában) |
| Island Stage (csak Csibában) | |
| - Attack Haus - Beat Crusaders - Doping Panda - Hige - Johnny Panic - Polysics - Zazen Boys | - Detroit 7 - Freenote - Great Adventure - Mo’Some Tonebenders - Natsumen - Radwimps - The Rakes |
| HMV Dance Only Tent (csak Csibában) | |
| - Halfby - Her Space Holiday - I-DEP - Akage - K-Switch - Szunaga Tacou feat. You the Rock - Ramrider - Ryukyudisko | - Afra & Incredible Beatbox Band - DJ Akakabe - Alpha - Duck Rock - Home Made kazoku - The Phanky Okstra - Shin Nishimura - Special Guest DJ - Sugiramn - Tongari Kids - Tucker                                                                      |

### 2006
| Augusztus 12. (Csiba)/augusztus 13. (Oszaka) | Augusztus 13. (Csiba)/augusztus 12. (Oszaka) |
| --- | --- |
| Marine Stage (Csiba)/Open Air Stage (Oszaka) | |
| - Metallica - Deftones - Hoobastank - Zebrahead - Avenged Sevenfold - Taking Back Sunday - Stone Sour - Hawthorne Heights | - Linkin Park - Muse - My Chemical Romance - Lostprophets - Fall Out Boy - The All American Rejects - Ellegarden - 10 Years |
| Mountain Stage | |
| - Daft Punk - The Charlatans - Scritti Politti - Editors - The Rapture - Phoenix - M-flo - 65daysofstatic - Johnny Boy | - Massive Attack - DJ Shadow - Fort Minor - Arctic Monkeys - The Kooks - We Are Scienists - Boom Boom Satellites (csak Csibában) - Mando Diao (csak Oszakában) - Mum DJ Set - Whirlwind Heat |
| Sonic Stage | |
| - The Flaming Lips - Keane (elmaradt) - Quruli - Daniel Powter - The Cardigans - El Presidente - The Feeling - Amusement Parks on Fire - Chatmonchy (csak Oszakában) | - Tool - Buck-Tick - AFI - Andrew W.K. - Secret Machines - She Wants Revenge - Two Gallants - Living Things - 8otto (csak Oszakában) |
| Beach Stage (Csiba)/Aqua Stage (Oszaka) | |
| - Okuda Tamio - Devandra Banhart - Ted Lennon - Plan B - „No Surf No Time” (csak Csibában) (Caravan, Dubsenmania, Keison, Leyona) - Daniel Ho (csak Csibában) - Depapepe (csak Csibában) - Sónen Knife (csak Oszakában) - B-Dash (csak Oszakában) - Muramasza (csak Oszakában) - Snorkel (csak Oszakában) - Bahashishi (csak Oszakában) | - Little Barrie - The Cat Empire - Big Strides - The Ska Flames (csak Csibában) - Beat Crusaders (csak Csibában) - Your Song Is Good (csak Csibában) - Pe’z - Herbert (csak Oszakában) - Pomerians (csak Oszakában) - Hazama Shigemi & Up Up Setters (csak Csibában) - Jackson Vibe (csak Oszakában) - Delta Throb (csak Oszakában) - Men Soul (csak Oszakában) |
| Urban/Dance Stage (csak Csibában) | |
| - Matisyahu - Soul’d Out - Spank Rock - Ink (Isino Takkjú és Kavanabe Hirosi) - Ugly Duckling - DJ Stretch Armstrong - Halfby | - Minmi - Nelly Furtado - Lady Sovereign (elmaradt) - Chara - Emilie Simon - Clammbon - Bremen |
| Island Stage (csak Csibában) | |
| - Doping Panda - Blindspott - Maximum the Hormone - Monoral - Puffy AmiYumi - Group tamasii - Cucsija Anna - Under Graph | - Acidman - GO!GO!7188 - Mando Diao - Great Adventure - Copeland - Sparta Locals - Nakanomori Band - Qomolangma Tomato |
| Cosmo Stage (csak Oszakában) | |
| - Matisyahu - Soul’d Out - Spank Rock - Ugly Duckling - Puffy AmiYumi - Group tamasii - Maximum the Hormone - High and Mighty Color - Marsas Sound System | - Boom Boom Satellites - Nelly Furtado - Lady Sovereign - Chara - Emile Simon - Great Adventure - Copeland - Nico Touches the Walls - Rosanna |
| K-Sound Stage (csak Csibában) | |
| - Keith - Stephane K - Ryo Matsui - Ozwani Live PA & Ohno - DJ Maroon | - Herbert - Keith - Lateef (elmaradt) - Stephane K - Mike Mckenna - Wakaaan! |
| Riverside Garden (csak Csibában) | |
| - Macuki ajumu - Jamada Tosiaki - Hands of Creation - Humbert Humbert - Anizó - Asia Sunrise | - Arima Sino - Canappeco - Kayoko - Hashiken - Ivami Tomu - Kat |

### 2007
| Augusztus 11. (Csiba)/augusztus 12. (Oszaka) | Augusztus 12. (Csiba)/augusztus 11. (Oszaka) |
| --- | --- |
| Marine Stage (Csiba)/Ocean Stage (Oszaka) | |
| - The Black Eyed Peas - Avril Lavigne - Gwen Stefani - Kimura Kaela - The Goo Goo Dolls - B’z - Editors - OK Go - The Pipettes | - Arctic Monkeys - Kasabian - Manic Street Preachers - Bloc Party - The Fratellis - Rooney - Remioromen - The Twang - The Enemy |
| Mountain Stage (Csiba)/Sky Stage (Oszaka) | |
| - Sum 41 - Ellegarden - Fall Out Boy - MxPx - Thirty Seconds to Mars - Gym Class Heroes - The Academy Is... - Cobra Starship - Blue Man Group (csak Csibában) - Qomolangma Tomato (csak Csibában) - Acid Black Cherry (csak Csibában) | - The Offspring - Avenged Sevenfold - Motörhead - Suicidal Tendencies - Hinder - Enter Shikari - Hadouken! - Madina Lake - Blue Man Group (csak Csibában) - 8otto (csak Csibában) - Roach (csak Oszakában) |
| Sonic Stage | |
| - Travis - Modest Mouse - Dinosaur Jr. - Interpol - The Stranglers - The Horrors - The Long Blondes - 120 Days - Monobright (csak Csibában) - Possibility (csak Oszakában) | - Pet Shop Boys - Cyndi Lauper - The Cornelius Group - Bright Eyes - Brett Anderson - The Polyphonic Spree - Tilly and the Wall - The Draytones - Good Dog Happy Men (csak Csibában) - Sakanaction (csak Oszakában)                                                                                                 |
| Dance Stage | |
| - Maxïmo Park - Klaxons - LCD Soundsystem - Cansei de Ser Sexy - Digitalism - Bonde do Rolê - Shitdisco - The Young Punx - Doping Panda - The Jetzejohnson | - DJ Shadow & Cut Chemist - Unkle - Vitalic - The Sunshine Underground - Hot Chip - Goose - MSTRKRFT - Does It Offend You, Yeah? - Ryukyudisko - Leo Imai (csak Csibában) - Perfume (csak Oszakában) |
| Beach Stage (Csiba)/Park Stage (Oszaka) | |
| - Sugar Ray - Blue King Brown - Don Johnson Big Band - Rize (csak Oszakában) - Jehro (csak Csibában) - Ganga Zumba - Ai (csak Oszakában) - Special Others (csak Csibában) - Juju (csak Csibában) - Onszoku Line (csak Csibában) - One Draft (csak Csibában) - Puffy AmiYumi (csak Oszakában) - Air (csak Oszakában) - Seamo (csak Oszakában) - The 50 Kaitenz (csak Oszakában) | - Yanokami - Sean Lennon - Ben Westbeech (csak Csibában) - José González - Caravan (csak Csibában) - Kahimi Karie - The Holloways - HY (csak Oszakában) - Maximum the Hormone (csak Oszakában) - Szaitō Kazujosi (csak Oszakában) - Triceratops (csak Csibában) - Karijusi58 (csak Csibában) - You (csak Oszakában) |
| Island Stage (csak Csibában) | |
| - Rize - Seamo - Teriyaki Boys - Ai - Chatmonchy - Puffy AmiYumi - Locksley - Great Adventure - Molice | - Cucsija Anna - The Pillows - Maximum the Hormone - Grapevine - Polysics - Analog Fish - The Noisettes - Reverend and the Makers - Oceanlane - Nico Touches the Walls |
| Breeze Stage (csak Oszakában) | |
| - The Pillows - Cucsija Anna - Base Ball Bear - Start from Scratch - 8otto - Nico Touches the Walls - PhilHarmoUniQue - Midori - Rosanna | - Chatmonchy - 9mm Parabellum Bullet - Great Adventure - Illmatic Headlock - Wrong Scale - Supreme Sound Recreation - Kickflip - Funky Monkey Babys - J-Min |
| Riverside Garden (csak Csibában) | |
| - Hullabaloos - Rickie-G - Humbert Humbert - Nakajama Uri - Kat McDowell - Okamoto Hiromi | - Imazava Quagero - Sleepy.ab - Curly Giraffe - Takada Ren+Óhata Júicsi - Apogee - Hata Jukina |

### 2008
| Augusztus 9. (Csiba)/augusztus 10. (Oszaka) | Augusztus 10. (Csiba)/augusztus 9. (Oszaka) |
| --- | --- |
| Marine Stage (Csiba)/Ocean Stage (Oszaka) | |
| - The Verve - The Prodigy - Panic at the Disco - Zebrahead - The Subways - OneRepublic - Joe Lean & The Jing Jang Jong - Los Campesinos! | - Coldplay - Alicia Keys - Radwimps - The Kooks - 311 - The Hoosiers - Vampire Weekend - The Wombats |
| Mountain Stage (Csiba)/Sky Stage (Oszaka) | |
| - Sex Pistols - Lostprophets - Maximum the Hormone - New Found Glory - Trivium - Kids in Glass Houses - Beat Union - The Metros - Glory Hill | - Fatboy Slim - Devo - Justice (csak Csibában) - Boom Boom Satellites - Afra & The Incredible Beatbox Band (csak Oszakában) - Junkie XL - Polysics - Late of the Pier - The Ting Tings                                                                         |
| Sonic Stage | |
| - Paul Weller - The Fratellis - Death Cab for Cutie - The Kills - Cajun Dance Party - Band of Horses - Blood Red Shoes - These New Puritans - Sakanaction (csak Csibában) - Fourteendays (csak Oszakában) | - The Jesus and Mary Chain - Spiritualized - Super Furry Animals - Against Me! - Biffy Clyro - Mutemath - MGMT - Silversun Pickups - Lastorderz (csak Csibában) - Marsas Sound Machine (csak Oszakában)                                                        |
| Dance Stage | |
| - Pendulum - Hot Chip - Friendly Fires - South Central - We Smoke Fags - Santogold - Yelle - Perfume - The Chef Cooks Me (csak Csibában) - Neon Gravity (csak Oszakában) | - Justice (csak Oszakában) - Hadouken! - Wadug Futuristic Unity - New Young Pony Club - Does It Offend You, Yeah? - Crystal Castles - The Teenagers - The Shoes - Meg (csak Csibában) - The Telephones                                                         |
| Beach Stage (Csiba)/Park Stage (Oszaka) | |
| - Scott Murphy - The Dead Trees - Paolo Nutini (csak Csibában) - Micro (csak Csibában) - Old Man River - Metis (csak Csibában) - Micky Green (csak Csibában) - Caravan - Nell (csak Oszakában) - Funky Monkey Babys (csak Oszakában) - Jun Skywaler(s) (csak Oszakában) - Jószuke at Home (csak Csibában) - Curu (csak Oszakában) | - Sónan no kaze (csak Csibában) - ET-King - Café Tacuba - Skindred - Xavier Rudd - Bedouin Soundclash - Becca (csak Oszakában) - HY (csak Oszakában) - Home Made kazoku (csak Oszakában) - Low IQ & The Beat Breaker (csak Csibában) - Kjúsúo (csak Oszakában) |
| Island Stage (csak Csibában) | |
| - GO!GO!7188 - The Pillows - Hige - Tokyo Police Club - Cut Off Your Hands - Vola & The Oriental Machine - The Troubadours - Johnny Foreigner - Itó Szeikó & Pomerians | - The Living End - Forever the Sickest Kids - 9mm Parabellum Bullet - Good 4 Nothing - Dustbox - Pay Money to My Pain - Koizumi Kjóko Special Band |
| Breeze Stage (csak Oszakában) | |
| - Vamps - GO!GO!7188 - The Pillows - Hige - Vola & The Oriental Machine - The 50 kaitenzu - Sakanaction - Lego Big Morl - Unchain - Mamada Jú | - 9mm Parabellum Bullet - Good 4 Nothing - Pay Money to My Pain - Big Mama - Northern 19 - Shaka Labbits - Ketchup Mania - Mass of the Fermenting Dregs - Uemura Kana                                                                                          |
| Riverside Garden (csak Csibában) | |
| - Óhasi Torio - Ritorukijositominimamu! Gnk! - Curly Giraffe - Casa - Namu - Why Sheep? | - Cutman-booche - Tuff Session - Kimaguren - Nikaidó Kazumi - Tobaccojuice - Zahertorte - Jew’s-ear |

### 2009
| Augusztus 7. (Csiba)/augusztus 8. (Oszaka) | Augusztus 8. (Csiba)/augusztus 9. (Oszaka) | Augusztus 9. (Csiba)/augusztus 7. (Oszaka) |
| --- | --- | --- |
| Marine Stage (Csiba)/Ocean Stage (Oszaka) | | |
| - My Chemical Romance - Nine Inch Nails - Boom Boom Satellites - Paramore - Dragon Ash - Saosin - Boys Like Girls | - Linkin Park - B’z - Hoobastank - Placebo - The All-American Rejects - Mastodon - Hollywood Undead | - Beyoncé Knowles - Ne-Yo - Lady Gaga (csak Oszakában) - Unicorn - Razorlight - Keane - Elephant Kashimashi - Mutemath - The Veronicas - Marsas Sound System with Yo-Me (csak Oszakában)                                            |
| Mountain Stage (Csiba)/Sky Stage (Oszaka) | | |
| - Kasabian - Razorlight (csak Oszakában) - The Enemy - The Hiatus - Phoenix (csak Csibában) - Katy Perry (elmaradt) - The Big Pink - Red Light Company - The Bawdies (csak Csibában) - Glory Hill (csak Oszakában)                                                                                          | - The Specials - Elvis Costello and The Imposters - Joan Jett and The Blackhearts - Ego-Wrappin’ and The Gossip of Jaxx - Mando Diao - Paolo Nutini - Lenka Kripac - Lite (csak Csibában) - Lego Big Morl (csak Oszakában) | - Limp Bizkit - Cavalera Conspiracy - Maximum the Hormone - Enter Shikari - The Qemists - Five Finger Death Punch - Cancer Bats - Fact                                                                                              |
| Sonic Stage | | |
| - Aphex Twin - Mogwai - Mew - Mercury Rev - 65daysofstatic - Kyte - School of Seven Bells - Who the Bitch (csak Csibában) - Stereopony (csak Oszakában) | - Klaxons - CSS - The Ting Tings - The Horrors - AA= - Little Boots - Delphic - Kylee | - The Flaming Lips - Sonic Youth - Teenage Fanclub - The Vaselines - Grizzly Bear - The Temper Trap - Tame Impala - Andymori |
| Midnight Sonic (csak Csibában) | | |
| - Jura jura teikoku - Tricky - The Blue Herb - Y. Sunahara | - Lady Gaga - Meg - Ryukyudisko - Midori - Vola & The Oriental Machine | |
| Dance Stage | | |
| - Soulwax - Datarock - DJ Tasaka - Ghostland Observatory (csak Csibában) - Girl Talk - Fujifabric - School Food Punishment | - Luciano Presents Æther - Tom Tom Club - Metronomy - Yuksek - Birdy Nam Nam - The Telephones - Your Gold, My Pink (csak Csibában) - Androp (csak Oszakában) | - Kid Sister - Rhymester - N.A.S.A. - Solange Knowles - V. V. Brown - MiChi (csak Csibában) - Tanimura Nana (csak Oszakában) |
| Diesel:U:Music Stage (csak Csibában) | Planet of Sound (csak Csibában) | |
| - 2 Many DJ’s - Ghostland Observatory - DJ Kentaro - HeartsRevolution - The Terror Pigeon Dance Revolt! - AMWE | - Ravex - Nakata Jaszutaka - Posso the DJ - Mixhell - DJ Rashida - Mademoiselle Yulia | |
| Beach Stage (Csiba)/Park Stage (Oszaka) | | |
| - Tahiti 80 - Jack Peñate - Jenny Lewis - Juju (csak Csibában) - Caravan (csak Csibában) - Fukuhara Miho (csak Csibában) - Lecca (csak Csibában) - Szuga Sikao (csak Oszakában) - Lindberg (csak Oszakában) - Puffy AmiYumi (csak Oszakában) - Breakerz (csak Oszakában) - Rock ’a’ Trench (csak Oszakában) | - Matisyahu - Acidman (csak Oszakában) - Ling tosite sigure (csak Oszakában) - Marié Digby (csak Csibában) - Beat Crusaders (csak Oszakában) - Mishka - Natty - Cokehead Hipsters (csak Csibában) - Ore Ska Band (csak Csibában) - Irei Sunicsi (csak Csibában) - Osibi Kótaró (csak Oszakában) - Acid Black Cherry (csak Oszakában) | - Gogol Bordello - War - Chatmonchy (csak Oszakában) - Iglu & Hartly - Mongol800 (csak Csibában) - Pay Money to My Pain (csak Oszakában) - Kimaguren - Rock ’a’ Trench (csak Csibában) - Scott Murphy Meets B-Dash (csak Oszakában) |
| Island Stage (csak Csibában) | | |
| - Szuga Sikao - Cucsija Anna - Beat Crusaders - Wagner Love - Totalfat - Never Shout Never - Sliimy - Nothing’s Carved in Stone - Japan (kuruu) Special | - Acidman - Ling tosite sigure - Golden Silvers - Patrick Watson - The Durango Riot - The Band Apart - Te’ - Lego Big Morl - Mamada Jú | - Scott Murphy Meets B-Dash - Bring Me the Horizon - Pay Money to My Pain - Aloha from Hell - In Case of Fire - Puffy AmiYumi - Triceratops - Knotlamp                                                                              |
| Garden Stage (csak Oszakában) | | |
| - Sónen Knife - TsuShiMaMiRe - Chicago Poodle - Serial TV Drama - Tokió csú teiiki - Kizuki Minami - Big Porno | - Curu - Vola & The Oriental Machine - Cinema Staff - Real Reach - SpecialThanks - Weaver - Mamada Jú | - Gaku-MC - Back-on - Coldrain - Runners-Hi - Sawagi - Shuubi with Furukava Maszajosi |
| Riverside Garden (csak Csibában) | | |
| - Kiszeru - Haszunuma futo Team - Sleepy.ab - Leo Imai - Nanao Tavito - Good Luck Heiwa - Riddim Saunter - Shakabone - Tuff Session | - Ametsub - Aus - Native - Sly Mongoose - Kadzsi Hideki - Kotringo - Spank Page - Obandos - Ani-zoo | - Bonito - Pascals - Tokumaru Súgo - Saigenji - Szokabe Keiicsi - Humming Kitchen - Copa Salvo - Popoyans - Dzsó Naoki |

### 2010
| Augusztus 7. (Csiba)/augusztus 8. (Oszaka) | Augusztus 8. (Csiba)/augusztus 7. (Oszaka) |
| --- | --- |
| Marine Stage (Csiba)/Ocean Stage (Oszaka) | |
| - Jay-Z - The Offspring - Nickelback - Nas - Jazava Eikicsi - Kreva - All Time Low - 3OH!3 - Fact - Big Porno (csak Oszakában) | - Stevie Wonder - Taylor Swift - A Tribe Called Quest - Sum 41 - Big Bang - Orianthi - Jason Derülo - K’naan - Monkey Majik |
| Mountain Stage (Csiba)/Sky Stage (Oszaka) | |
| - The Smashing Pumpkins - Richard Ashcroft & The United Nations of Sound - The Hiatus - Thirty Seconds to Mars - Biffy Clyro - The Courteeners - The Maccabees - General Fiasco - Coldrain | - Dream Theater - Slash featuring Myles Kennedy - Hole - Michael Monroe - Coheed and Cambria - Bigelf - My Passion - The Devil Wears Prada (csak Csibában) - Supe (csak Csibában) - Hail the Villian (csak Oszakában) - Droog (csak Oszakában)                                                           |
| Sonic Stage | |
| - Orbital - Pendelum - A-ha - Calvin Harris (csak Csibában) - Passion Pit (csak Oszakában) - Delphic - Two Door Cinema Club - Yes Giantess - Hurts - Kobajasi Taró | - Pixies - Jonsi - Black Rebel Motorcycle Club - Band of Horses - The Drums - Fanfarlo - Surfer Blood - Sakanaction - White White Sisters (csak Csibában) - Mate (csak Oszakában) |
| Midnight Sonic (csak Csibában) | |
| - Pavement - Atari Teenage Riot - Freebass - The Young Punx | |
| Urban/Dance Stage | Dance Stage |
| - Calvin Harris - Keri Hilson - Uffie - K-os - Maika (csak Csibában) - Jasmine - Bennie Becca (csak Oszakában) - Kylee (csak Csibában) - Shiro-A (csak Oszakában) | - Die Antwoord - Hudson Mohawke - Surkin - Darwin Deez - AA= - androp - Olde Worlde (csak Csibában) - Aira Mitsuki |
| Midnight Dance | |
| - Brodinski - Busy P - Gildas - Steve Aoki | |
| Beach Stage (Csiba)/Park Stage (Oszaka) | |
| - Eels - Tahiti 80 (csak Csibában) - Beat Crusaders (csak Oszakában) - Girls - Clammbon (csak Csibában) - Tamurapan (csak Csibában) - Fireball with Home Grown (csak Csibában) - ET-King (csak Csibában) - Big Mama (csak Oszakában) - Mucc (csak Oszakában) - Rock’A’Trench (csak Oszakában) - Uplift Spice (csak Oszakában) - Spyair (csak Oszakában) - Nicco | - Funky Monkey Babys - Hilcrhyme (csak Csibában) - KAM (csak Oszakában) - Everlast - Steve Appleton - Free Energy - Jay’ed (csak Csibában) - lecca (csak Csibában) - The Pillows (csak Oszakában) - One Ok Rock (csak Oszakában) - F.T. Island (csak Oszakában) - Rake - Okumura kjódai (csak Oszakában) |
| Island Stage (csak Csibában) | |
| - Nada Surf - Elliot Minor - Broadway Calls - Rock’A’Trench - Cucsija Anna - Beat Crusaders - Big Mama - Totalfat - Northern19 - Champagne | - The Pillows - Blood Red Shoes - Everything Everything - Band of Skulls - Low IQ 01 & Masterlow - One Ok Rock - Curuno Takesi - te’ - Sinszei kamattecsan - Sister Jet |
| Riverside Garden (csak Csibában) | |
| - Hosino Hadzsime - Óhata Júicsi - Sighboat - Dachambo - Likkle Mai & The K - Arakadzsime csimerareta koibitotacsi he - Higasida Tomohiro | - Radiq Septet - Csinza Dopeness & Doping Band - Suzumoku - Def Tech - Ai Kago Jazz -The First Door- - Uemura Kana - Naoto Inti Raymi |

### 2011
| Augusztus 13. (Csiba)/augusztus 14. (Oszaka) | Augusztus 14. (Csiba)/augusztus 13. (Oszaka) |
| --- | --- |
| Marine Stage (Csiba)/Ocean Stage (Oszaka) | |
| - The Strokes - Beady Eye - Kimura Kaela - Korn (csak Oszakában) - The Ting Tings - Viva Brother - The Bawdies - One Night Only - Sharks | - Red Hot Chili Peppers - X Japan - Yuki (csak Oszakában) - Maximum the Hormone - Panic! At The Disco - Zebrahead - Hollywood Undead - Mona - Neon Trees |
| Mountain Stage | |
| - Avril Lavigne - Simple Plan (elmaradt) - Rip Slyme - Rye Rye (csak Csibában) - Chemistry (csak Oszakában) - Tinie Tempah (csak Oszakában) - Perfume - Yui (csak Oszakában) - BoA (csak Csibában) - The Pretty Reckless - The Downtown Fiction - Over the Dogs (csak Csibában) - Korn (csak Csibában) | - Primal Scream (csak Oszakában) - P.i.L. - Jon Spencer Blues Explosion - House of Pain - Friendly Fires - Two Door Cinema Club - Yelle - The Telephones (csak Csibában) - Gypsy & The Cat - Fear, and Loathing in Las Vegas (csak Csibában) - Girls’ Generation (csak Csibában) |
| Sonic Stage | |
| - The Mars Volta - Peter Murphy (csak Csibában) - Death from Above 1979 - Mutemath - Nico Touches the Walls - the GazettE (csak Oszakában) - Cage the Elephant - OFWGKTA - Cerebral Ballzy | - Suede - James Blunt - The Pop Group - Bow Wow Wow - Metronomy - Deerhunter - The Morning Benders - Smith Westerns - Negoto (csak Csibában) - Androp (csak Oszakában) |
| Midnight Sonic (All Night) (Csiba)/Midnight Sonic (Oszaka, csak 13-án) | |
| - The Horrors (csak Csibában) - Tinie Tempah (csak Csibában) - These New Puritans (csak Csibában) - Esben and the Witch (csak Csibában) | - South Central (csak Oszakában) - Andy Fletcher (csak Oszakában) - Peter Hook (csak Oszakában) - 808State (csak Oszakában) |
| Midnight Dance (csak Csibában) | |
| - Feadz (csak Csibában) - Breakbot (csak Csibában) - Carte Blanche (csak Csibában) - Busy Pictionary (csak Csibában) - Sebastian (csak Csibában) - Logo | |
| Rainbow Stage (csak Csibában) | |
| - Angree Yung Robots (Verbal, Mademoiselle Yulia, Tripple Nipples) - the GazettE - The Mirraz - Miles Kane - andymori - Gush - Beta Wolf - Kobajasi Taró to Yesman - Champagne - Oz | - Fact - Avengers in Sci-fi - Pay Money to My Pain - Mucc - Totalfat - One Ok Rock - Tribes - Rival Sons - Puro Instinct - Crossfaith |
| Beach Stage (csak Csibában) | |
| - Ziggy Marley - Arrested Development - Village People - Def Tech - KAM - lecca - One Draft - The Love Ningen | - Village People - Bootsy Collins and The Funk U Band - Little Barrie - yanokami - Shibusashirazu Orchestra - Rye Rye - Man with a Mission - Johnny Saito |
| Island Stage -Asian Calling- (csak Csibában) | |
| - Matzka - Galaxy Express - Sunset Rollercoaster - The Koxx - Go Chic - W & Whale - The White Eyes - Idiotape | - Rebuilding the Rights of Statues - Queen Sea Big Shark - Muma & Third Party - Perdel - The Ghost Spardac - Crystal Butterfly - RunRunLoser - Namo |
| Riverside Garden (csak Csibában) | |
| - Clémentine - Toe - Cool Wise Man - Bossarica | - Predawn - Zainichi Funk - Szakamoto Miu - Aoba Icsiko |

### 2012
| Augusztus 18. (Csiba)/augusztus 19. (Oszaka) | Augusztus 19. (Csiba)/augusztus 18. (Oszaka) |
| --- | --- |
| Marine Stage (Csiba)/Ocean Stage (Oszaka) | |
| - Green Day - Franz Ferdinand - Josii Kazuja - Lostprophets - The Vaccines - Grouplove - Mac Miller - One Ok Rock - Knock Out Monkey (csak Oszakában) | - Rihanna - Jamiroquai (csak Csibában) - Kesha - Pitbull (csak Csibában) - Perfume - Abe Mao - Gym Class Heroes - Vintage Trouble - Kobajasi Taró (csak Oszakában) |
| Mountain Stage | |
| - Sigur Rós - The Hiatus - Death Cab for Cutie - Passion Pit - Crystal Castles - Alexandra Stan - Infinite - The Knux - Arukara (csak Csibában) | - New Order - Garbage - Hoobastank - The Cardigans - Cast - Mayday - Tribes - Champagne (csak Csibában) - Flip (csak Csibában) |
| Sonic Stage | |
| - Adam Lambert - Nelly Furtado (csak Csibában) - Soulwax (csak Oszakában) - Gotye - SBTRKT - St. Vincent - Grimes - The Koxx - Kyary Pamyu Pamyu - Storoboy (csak Csibában) | - Calvin Harris (csak Csibában) - Tears for Fears - Polysics (csak Csibában) - Foster the People - Team H (csak Oszakában) - Azealia Banks - Other Lives - Spector - Kindness - White Ash (csak Csibában) - H Zett M (csak Oszakában) |
| Midnight Sonic (All Night) (Csiba)/Midnight Sonic (Oszaka, csak 18-án) | |
| - Pennywise (csak Csibában, elmaradt) - Totalfat (csak Csibában) - Coldrain (csak Csibában) - SiM (csak Csibában) - DJ Dainodzsi (csak Csibában) | - Calvin Harris - 2manydjs - Simian Mobile Disco - Zedd - The Lowbrows |
| Midnight Dance (All Night) (csak Csibában) | |
| - DJ Komori - 80Kidz - Lo-Fi-Fnk (elmaradt) - Tanaka Tomojuki - Taku Takahashi - Remo-con - DJ Yummy - TeddyLoid | |
| Beach Stage (csak Csibában) | |
| - Lite feat. Caroline - Begin - Russian Red - Great3 - Hige - L.P - Onszoku Line - Hiari Dai | - Pennywise (elmaradt) - Def Tech×Dub Master X - Fire Ball with Home Grown - Pay Money to My Pain - Walk Off the Earth - Lecca - Rihwa - Btype Qualia |
| Rainbow Stage (Csiba)/Flower Stage (Oszaka) | |
| - Jaurim (csak Csibában) - Jun Sky Walkers (csak Csibában) - Ska Ska Club - Iceage (csak Csibában) - Hyro da Hero (csak Csibában) - Nothing’s Carved in Stone (csak Csibában) - Man with a Mission (csak Csibában) - Knock Out Monkey (csak Csibában) - Blush (csak Csibában) - Yohio (csak Csibában) - Spyair (csak Oszakában) - Coldrain (csak Oszakában) - SiM (csak Oszakában) - The Salovers (csak Oszakában) - My First Story (csak Oszakában) - Lyu:Lyu (csak Oszakában) - The Pinballs (csak Oszakában) - Applicat Spectra (csak Oszakában) - Daichi (csak Oszakában) | - Momoiro Clover Z - Fear, and Loathing in Las Vegas (csak Csibában) - Team H (csak Csibában) - Kató Miliyah (csak Csibában) - Mow Mow Lulu Gyaban (csak Csibában) - Cucsija Anna (csak Csibában) - Belakiss (csak Csibában) - Toy (csak Csibában) - Shun (csak Csibában) - Abe Mao (csak Oszakában) - Unison Square Garden (csak Oszakában) - Back Number (csak Oszakában) - Hemenway (csak Oszakában) - Hello Sleepwalkers (csak Oszakában) - Kominami Jaszuha (csak Oszakában) - Shishido Kavka (csak Oszakában) - Kids (csak Oszakában) - SO.ON Project (csak Oszakában) |
| Garden Stage | |
| - La-ppisch - Nanao Tavito - Dohacuen & the Acoustic Vacation - Scoobie Do - Reikisi | - O ame - 45trio - Nagaszava Tomojuki - Nagano Rjó |
| Island Stage -Asian Calling- (csak Csibában) | |
| - Ashura - Mercy & Sorrow - The Power Powder - Multi-ego - Newtank - Forget and Forgive - Yellow Fang - Pee Wee Gaskins | - Csang Gihava and the Faces - Guckkasten - Goonamguayeoridingstella - Glen Check - Yu-Huan DMDM - QuarterBack - 1976 - Fire EX. |

### 2013
| Augusztus 10. (Tokió)/augusztus 11. (Oszaka) | Augusztus 11. (Tokió)/augusztus 10. (Oszaka) |
| --- | --- |
| Marine Stage (Csiba)/Ocean Stage (Oszaka) | |
| - Metallica - Linkin Park - Fall Out Boy - Bullet for My Valantine - Maximum the Hormone - One Ok Rock (csak Csibában) - Perfume (csak Oszakában) - Volbeat - Crossfaith (csak Oszakában) | - Muse - Mr. Children - The Smashing Pumpkins - John Legend - Misia (csak Oszakában) - Imagine Dragons - Zebrahead - Man with a Mission - My First Story (csak Oszakában) |
| Mountain Stage | |
| - Beady Eye (csak Csibában) (elmaradt) - The Stone Roses (csak Oszakában) - Stereophonics - Cheap Trick - Champagne (csak Csibában) - The Hiatus - Jake Bugg - Alt-J - Fidlar - The Flickers (csak Csibában) | - Pet Shop Boys (csak Csibában) - Earth, Wind & Fire - Denki Groove (csak Oszakában) - Cyndi Lauper - Carly Rae Jepsen - Hot Chelle Rae - Willy Moon - Momoiro Clover Z (csak Csibában) - Blue Encount (csak Csibában) - Scandal (csak Oszakában) |
| Sonic Stage | |
| - Nas - M.I.A. - Mew - Kodaline - Bastille - Chvrches - Androp - Kuroki Nagisza (csak Csibában) | - Two Door Cinema Club - Johnny Marr - Jon Spencer Blues Explosion (csak Csibában) - Modestep (csak Oszakában) - Palma Violets - Peace - The Royal Concepts - Capital Cities - The 1975 (csak Csibában) - Happy (csak Csibában) |
| Midnight Sonic -Sonic Stage- (All Night) (Csiba, csak 10-én)/Midnight Sonic (Oszaka, csak 10-én) | |
| - Steve Aoki - C2C - Jackson and his Computer Band - BeatauCue - Yamato | - Justice - Breakbot - Busy P - Krazy Baldhead - Fear, and Loathing in Las Vegas |
| Rainbow Stage (Csiba)/Flower Stage (Oszaka) | |
| - F.T. Island - CN Blue - Babymetal - Coldrain (csak Csibában) - the GazettE - Buffalo Daughter (csak Csibában) - Akai kóen (csak Csibában) - Breakin Arrows (csak Csibában) - Amiaya - Fuzzy Control (csak Oszakában) - Sisido Kavka (csak Oszakában) - Ishizaki Huwie (csak Oszakában) - Kúszó iinkai (csak Oszakában) - SO.ON Project (csak Oszakában) - BiS (csak Oszakában) | - Scott & Rivers (csak Csibában) - The Back Horn (csak Csibában) - Totalfat (csak Csibában) - Big Mama (csak Csibában) - Good Morning America (csak Csibában) - Dempagumi Inc. (csak Csibában) - Hunter Valantine (csak Csibában) - White Ash (csak Csibában) - Kana-Boon (csak Csibában) - Jon Spencer Blues Explosion (csak Oszakában) - Pe’z (csak Oszakában) - Hata Motohiro (csak Oszakában) - Dengeki Network (csak Oszakában) - Calmera (csak Oszakában) - Knock Out Monkey (csak Oszakában) - Keytalk (csak Oszakában) - Blue Encount (csak Oszakában) - Flip (csak Oszakában) - The Nampa Boys (csak Oszakában) - Kids (csak Oszakában) - Katahira Rina (csak Oszakában) |
| Midnight Sonic Rainbow Stage (All Night) (Csiba, csak 10-én) | |
| - Crossfaith - Team H - Tetsuya Komuro - Glen Check - Go Chic - DJ Komori | |
| Beach Stage (csak Csibában) | |
| - Living Colour - Tommy Emmanuel - Matzka - Jagwar Ma - Kay - Óhasi Torio - Rake - Ishizaki Huwei | - Hata Motohiro - The Ventures - Sambomaster - The Pillows - Scandal - Avengers in Sci-fi - Knock Out Monkey - Cream |
| Garden Stage (csak Csibában) | |
| - Jamazaki Maszajosi - Caravan - Selah Sue - Gabrielle Aplin - Abe Fujumi - Ovall - Kishi Bashi | - Carnation - Lindsey Stirling - Bernhoft - Kavamoto Makoto - Tobaccojuice - Predawn |
| Island Stage (csak Csibában) | |
| - Residence A - Gear & Eraser - Nikkilee - Chaos Mind - Gene Kasidit - Cliquetpar - Yellow Fang - The Crater - Hacsimaki - Secondwall | - 10cm - DickPunks - Eastern Sidekick - Yoga Lin - Tizzy Bac - The Chairman - Random - Upset Heroes! - Silhouette from the Skylit - Crack Banquet |

### 2014
| Augusztus 16. (Tokió)/augusztus 17. (Oszaka) | Augusztus 17. (Tokió)/augusztus 16. (Oszaka) |
| --- | --- |
| Marine Stage (Csiba)/Ocean Stage (Oszaka) | |
| - Arctic Monkeys - Robert Plant and the Sensational Space Shifters - Superfly - The 1975 - Krewella (csak Oszakában) - Vintage Trouble - Reignwolf                        | - Queen + Adam Lambert - Richie Sambora - Kimura Kaela (csak Csibában) - Little Mix - A Great Big World - Timeflies |
| Mountain Stage | |
| - Avenged Sevenfold - Megadeth - Ghost - Suicidal Tendencies - Babymetal - Fear, and Loathing in Las Vegas - coldrain - The Bots                                          | - Kraftwerk (csak Csibában) - Sekai no Owari (csak Csibában) - Kasabian (csak Oszakában) - The Hiatus (csak Oszakában) - Ellie Goulding - Banks - Robert Glasper Experiment - Azealia Banks - Mayday                                                                          |
| Sonic Stage | |
| - Phoenix - Cibo Matto (csak Csibában) - Mogwai (csak Oszakában) - Twenty One Pilots - Jamaica - White Lies - Sky Ferreira - Telegram - Childhood - Happy (csak Csibában) | - Pixies - The Horrors - Ben Watt with Bernard Butler - Metronomy - Kyary Pamyu Pamyu - Charli XCX - Circa Waves - The Orwells |
| Midnight Sonic Sonic Stage (All Night) (csak Csibában) | |
| - Antemasque - Little Dragon | |
| Rainbow Stage (Csiba)/Flower Stage (Oszaka) | |
| - F.T. Island - CN Blue - Hamada Mari (csak Csibában) - Chthonic - Crossfaith (csak Csibában) - Magic Power (csak Csibában) - Tokio                                       | - The Hiatus (csak Csibában) - Boom Boom Satellites (csak Csibában) - Kana-Boon (csak Csibában) - Pentatonix (csak Oszakában) - Moritaka Csiszato with tofubeats - miwa - Blue Encount - The Flickers (csak Csibában) - Ieiri Leo (csak Oszakában) - Keytalk (csak Oszakában) |
| Midnight Sonic Rainbow Stage (All Night) (csak Csibában) | |
| - HeartsRevolution - Mike Relm | |
| Beach Stage (csak Csibában) | |
| - De La Soul - Pete Rock & CL Smooth - The Pharcyde with Live Band - Sukima Switch - Zak Waters                                                                           | - Good Morning America - Totalfat - Kids in Glass Houses - Keytalk - The Bonez (csak Csibában) |
| Garden Stage (csak Csibában) | |
| - Jamazaki Maszajosi | - Pentatonix - Ego Wrappin’ - Soil & "Pimp" Sessions - Little Dragon |

### 2015
| Augusztus 15. (Tokió)/augusztus 16. (Oszaka) | Augusztus 16. (Tokió)/augusztus 15. (Oszaka) |
| --- | --- |
| Marine Stage (Csiba)/Ocean Stage (Oszaka) | |
| - The Chemical Brothers - Ariana Grande - Macklemore & Ryan Lewis - Madeon - Cody Simpson - Ecosmith - Kyary Pamyu Pamyu | - Pharrell Williams - Imagine Dragons - Zedd - The Script - Magic! - Nico & Vinz - Kana-boon (csak Csibában) - Golden Bomber (csak Oszakában) |
| Mountain Stage | |
| - The Prodigy (csak Oszakában) - Marilyn Manson - Radwimps (csak Csibában) - Babymetal - Monoeyes - All Time Low - Marmozets - androp - Dinosaur Pile-Up - Tempura Kidz (csak Csibában) | - D’Angelo and the Vanguard - Olly Murs - Carly Rae Jepsen - Clean Bandit - Modestep - Walk the Moon - Man with a Mission (csak Csibában) - Naoto Inti Raymi (csak Oszakában) - Nothing But Thieves - Ajumi Kurika Maki (csak Csibában) |
| Sonic Stage | |
| - Manic Street Preachers - Kodaline - Jon Spencer Blues Explosion - Best Coast (csak Csibában) - Szaitó Kazujosi (csak Oszakában) - Palma Violets - Circa Waves - Slaves - Wolf Alice - Dats (csak Csibában) | - Mew - Passion Pit - Bleachers - Best Coast (csak Csibában) - Char (csak Oszakában) - Cast - Sheppard - Keytalk (csak Csibában) - My First Story (csak Oszakában) - Smallpools |
| Midnight Sonic (csak Oszakában) | |
| | - Porter Robinson - Dillon Francis - Destructo - Yamato |
| Rainbow Stage (Csiba)/Flower Stage (Oszaka) | |
| - Fact - Rottengraffty - J - 9mm Parabellum Bullet (csak Csibában) - Darlia (csak Csibában) - Blue Encount (csak Csibában) - Pretty Vicious (csak Csibában) - The Oral Cigarettes (csak Csibában) - White Ash (csak Csibában) - Totalfat (csak Oszakában) - Weaver (csak Oszakában) - 04 Limited Sazabys (csak Oszakában) - Swanky Dank (csak Oszakában) - Revision of Sence (csak Oszakában) | - the telephones (csak Csibában) - Fear, and Loathing in Las Vegas (csak Csibában) - Gó Hiromi (csak Csibában) - Monkey Majik (csak Oszakában) - Epik High (csak Oszakában) - chay (csak Oszakában) - Bangtan Boys - Cherub - Shishamo (csak Csibában) - My First Story (csak Csibában) - Misterwives (csak Csibában) - Magic Power (csak Csibában) - The Brilliant Green (csak Oszakában) - Silent Siren (csak Oszakában) - Maakiii (csak Oszakában) - Lagoon (csak Oszakában) - Szuijóbi no Campanella (csak Csibában) |
| Beach Stage (csak Csibában) | |
| - The Original James Brown Band - Zapp - Tuxedo - Minmi - AK-69 - Mighty Crown - Negoto - Spicysol | - The King All Stars - Monkey Majik - The Soul Rebels - Epik High - chay - Bastian Baker - Takigava Arisza |
| Garden Stage (csak Csibában) | |
| - Szaitó Kazujosi - The Dø - Bastian Baker - Szakai Jú - Bomi - Crowd Lu | - Char - Nathan East - Szuga Sikao with Szuganami Eidzsun (The Back Horn) - Magokoro Brothers - Nakano Josie - Tuxedo |
| Park Stage (csak Csibában) | |
| - Totalfat - Crystal Lake - Henlee - Shank | - Meaning - The Bonez - Wanima - Noisemaker |
| Island Stage -Asian Calling- (csak Csibában) | |
| - Sorry Youth - Dlesh Juicer - Thornapple - 18gram - The Changcuters - Cool - Vector - Super Boom | - Twinkle Star - Mosaic - Finger Family - Bunkface - Caracal - The Steve McQueens |

### 2016
| Augusztus 20. (Tokió)/augusztus 21. (Oszaka) | Augusztus 21. (Tokió)/augusztus 20. (Oszaka) |
| --- | --- |
| Marine Stage (Csiba)/Ocean Stage (Oszaka) | |
| - Underworld - Fergie - Alesso - Weezer (csak Csibában) - Pentatonix (csak Oszakában) - Hosino Gen - Geszu no kivami otome (csak Csibában) - Uehara Hiromi with Will Lee & Chris Parker (special guest: Kumagai Kazunori) (csak Oszakában) - R5 - Szuijóbi no Campanella          | - Radiohead - Sakanaction - The Yellow Monkey - Twoo Door Cinema Club - Alexandros - Elle King - Nothing but Thieves |
| Mountain Stage | |
| - The Offspring - Pentatonix (csak Csibában) - Weezer (csak Oszakában) - Panic! at the Disco - Charlie Puth - Digitalism - flumpool (csak Oszakában) - Rat Boy - The Struts - Joy Opposites (csak Csibában)                                                                       | - Flo Rida - Mark Ronson - The Jacksons - Misia (csak Oszakában) - Cashmere Cat - Mayer Hawthorne - MØ - Run River North - Shadows |
| Sonic Stage | |
| - At the Drive-In - Babymetal (csak Oszakában) - Bullet for My Valentine - Andy Black - Acid Black Cherry (csak Oszakában) - Billy Talent - coldrain (csak Csibában) - Tonight Alive - PVRIS - Aldious (csak Csibában) - Lili Limit (csak Csibában) - Noisemaker (csak Oszakában) | - The 1975 - Suede - James Bay - Metafive (csak Csibában) - Gotch & the Good New Times (csak Oszakában) - King - Blossoms - POP ETC - Sunflower Bean - Haruhi (csak Csibában) |
| Rainbow Stage (csak Csibában) | |
| - Vagakki Band - Kijokiba Sunszuke - LiSA - Third Eye Blind - Monoeyes - Frederick - Black Honey - Ayumikurikamaki - Chico with HoneyWorks | - Dempagumi.inc - Abe Mao - Vado Akiko - Jonezu Kensi - indigo la End - Slaves - plenty - The Mirror Trap - Golden Bomber - Mio Jamazaki |
| Beach Stage (csak Csibában) | |
| - The Chainsmokers - Vinai - Sam Feldt - Zushan - Yamato - Radio Fish - Faky | - Larry Graham & Graham Central Station - SWV - Musiq Soulchild - Zico - kyukoh - Hirai Dai - Riri - Front Line |
| Garden Stage (csak Csibában) | |
| - Uehara Hiromi×Kumagai Kazunori - Hiatus Kaiyote - Hanaregumi - Jaga Jazzist - cero - Leah Dou - Sanabagun - Michael Kaneko | - Moe - Clammbon - Nikaidó Kazumi with Gentle Forest Jazz Band - Hadzsime Csitosze with Uqiyo - Badbadnotgood - Spangle call lilli line - iri |
| Forest Stage (csak Oszakában) | |
| - Metafive - SWV - Ieri Leo - Charan-po-Rantan - Cream - Nothing’s Carved in Stone - Jonezu Kensi - Hailee Steinfeld - Sultan of the Disco - hyukoh | - The Chainsmokers - Vinai - Szano Motoharu & The Coyote Band - Szuga Sikako - Marty Friedman - DJ Dainodzsi (Ótani Nobuhiko) - Chico with HoneyWorks - Joy Opposites - C&K - The Beat Garden - Yoshimoto Shinkegis (Kojabu Kazutojo, Ucunomija Maki, Macuura Sinja, Kanahara Szanae, Mafune Kacuhiro) |
| Park Stage (csak Csibában) | |
| - Knock Out Monkey - Crystal Lake - Xmas Eileen - dustbox - Ozrosaurus - The Winking Owl - Azami - Salty Dog | - Swanky Dank - SpecialThanks - Fire Ball - Tricot - White Ash - Buzz the Bears - Dizzy Sunfist - Sunrise in My Attache Case |
| Island Stage (csak Csibában) | |
| - Bittersweet - Fire EX - Hush - Elephant Gym - tfvsjs | - Linying - LaiSee - Monkey Legion - Sultan of the Disco |

## Sonic Mania

### Fellépők

#### 2011
| Augusztus 12. (Tokió)                                   | Augusztus 12. (Tokió)                                                 | Augusztus 12. (Tokió)                                        |
| ------------------------------------------------------- | --------------------------------------------------------------------- | ------------------------------------------------------------ |
| Crystal Mountain                                        | Sonic Wave                                                            | Fac 51 Hacienda Stage                                        |
| - Primal Scream - Underworld - Vitalic - Chase & Status | - Boom Boom Satellites - Jamaica - South Central - A-Trak - AutoKratz | - Tito - Alan McGee - 808 State - Andy Fletcher - Peter Hook |

#### 2012
| Augusztus 17. (Tokió)                              | Augusztus 17. (Tokió)                                            | Augusztus 17. (Tokió)                                      |
| -------------------------------------------------- | ---------------------------------------------------------------- | ---------------------------------------------------------- |
| Crystal Mountain                                   | Sonic Wave                                                       | Space Rainbow                                              |
| - Pitbull - 2manydjs - Far East Movement - Soulwax | - Madeon - Basement Jaxx - Zedd - Simian Mobile Disco - Idiotape | - The Telephones - Bobmo - Para One - Surkin - Club Cheval |

#### 2013
| Augusztus 9. (Tokió)                                      | Augusztus 9. (Tokió)                                          | Augusztus 9. (Tokió)                                                                           |
| --------------------------------------------------------- | ------------------------------------------------------------- | ---------------------------------------------------------------------------------------------- |
| Crystal Mountain                                          | Sonic Wave                                                    | Space Rainbow                                                                                  |
| - Perfume - Pet Shop Boys - The Stone Roses - Sakanaction | - Modestep - Denki Groove - Klaxons - Steve Aoki - Alvin Risk | - Hacune Miku - Fear, and Loathing in Las Vegas - Krazy Baldhead - Breakbot - Busy P - Justice |

#### 2014
| Augusztus 14. (Tokió)                         | Augusztus 14. (Tokió)                                                   | Augusztus 14. (Tokió)                                  |
| --------------------------------------------- | ----------------------------------------------------------------------- | ------------------------------------------------------ |
| Crystal Mountain                              | Sonic Mountain                                                          | Hard Stage                                             |
| - Kasabian - Kraftwerk - Sakanaction - Mogwai | - Zedd - Krewella - Nervo - the telephones - Nakata Jaszutaka (Capsule) | - 2manydjs - DJ Snake - Destructo - Congorock - Yamato |

#### 2015
| Augusztus 14. (Tokió)                                         | Augusztus 14. (Tokió)                                                | Augusztus 14. (Tokió)                                             |
| ------------------------------------------------------------- | -------------------------------------------------------------------- | ----------------------------------------------------------------- |
| Crystal Mountain                                              | Sonic Mountain                                                       | Hard Stage                                                        |
| - The Prodigy - Marilyn Manson - Krewella - Perfume - Cazette | - Madeon - Porter Robinson - Denki Groove - Carbon Airways - Valy Mo | - Boys Noize - Dillon Francis - Destructo - Djedjotronic - Yamato |

## Naniwa Sonic
2013. augusztus 9-én az oszakai Maishima Arenában rendezték volna meg először, ám mivel a brit Beady Eye rockegyüttes gitárosa, Gem Archer megsérült, ezért végül az egész esemény elmaradt.

### Fellépők

#### 2013
| Augusztus 9. (Oszaka) (elmaradt) |
| --- |
| - Beady Eye (elmaradt) - Jon Spencer Blues Explosion (elmaradt) - Champagne (elmaradt) - Unison Square Garden (elmaradt) - Jagwar Ma (elmaradt) |